# 飞龙号渡轮

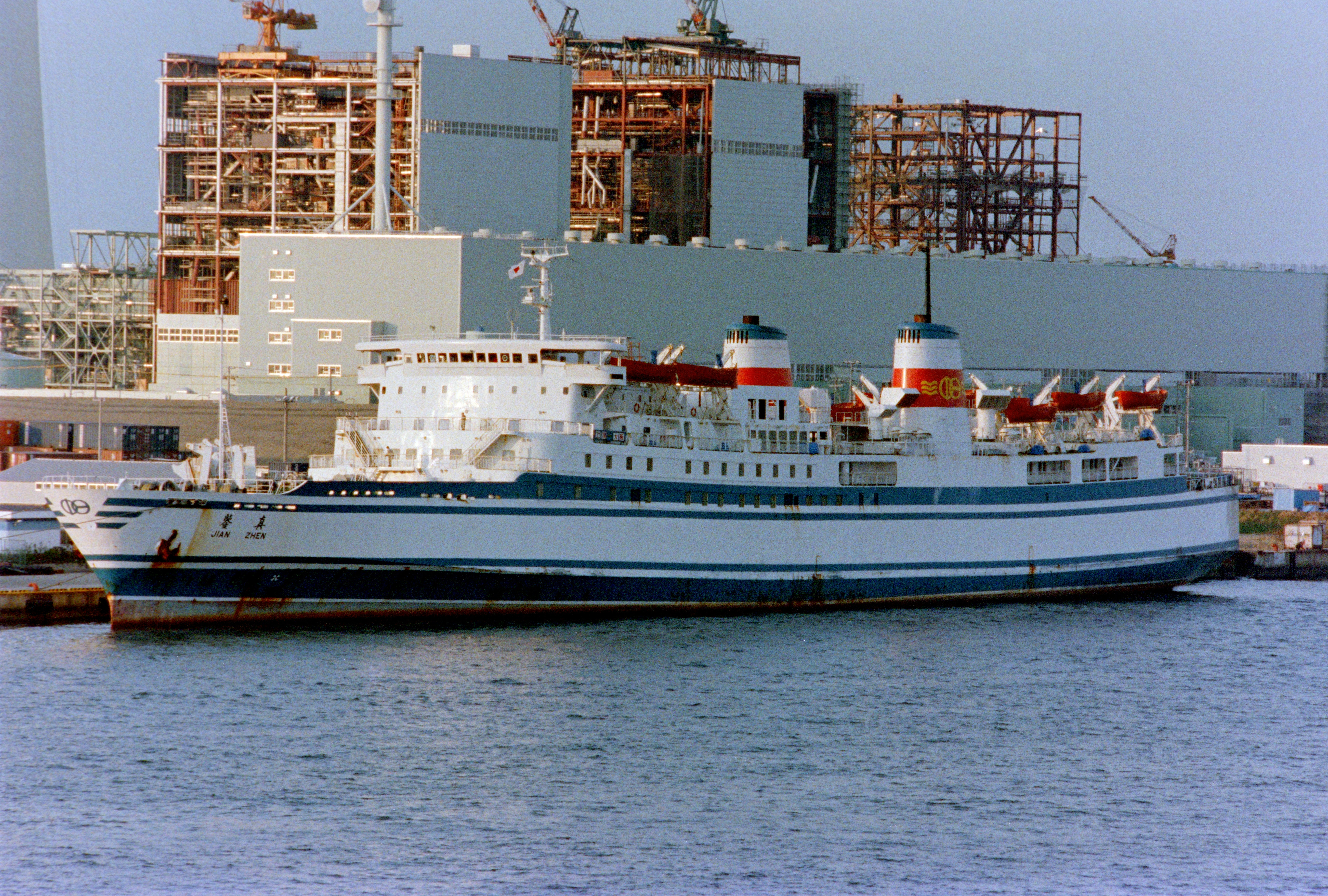
飞龙号渡轮

飞龙号渡轮是最初由有村産業经营的一艘渡轮。该船在三菱重工業下関造船所建造，1974年12月18日投入运营，該渡輪往來於大阪 - 那霸市之間。 
1985年，中日国际轮渡以460万美元的价格購得该船所有權，翻新後更名为鑑真号 ，該船也是第一代鑑真號。1985年7月6日起，該船往來於上海市—大阪之間。1994年，新鑒真號下水後第一代鑑真號不再往來於中日之間。
随后，它被出售给菲律宾一家航運公司，並且更名天堂公主号（Princess of the Paradise），該船最終于2010年报废。